# Instituto de la Memoria Nacional
El Instituto de la Memoria Nacional – Comisión para el Enjuiciamiento de los Crímenes contra la Nación Polaca (en polaco: Instytut Pamięci Narodowej – Komisja Ścigania Zbrodni przeciwko Narodowi Polskiemu; IPN) es un instituto de investigación afiliado al gobierno polaco. Fue creado por una ley del 18 de diciembre de 1998.
Su principal objetivo es la investigación legal e histórica de los crímenes nazis y comunistas cometidos en Polonia entre 1939 y las revoluciones de 1989, y la divulgación de los resultados de estas investigaciones.
El Instituto fue fundado por el parlamento de Polonia el 18 de diciembre de 1998, incorporando en su estructura la Comisión Principal para el Enjuiciamiento de Crímenes contra la Nación Polaca, creada a su vez en 1991 en sustitución de otro organismo de 1945 para la investigación de los crímenes del nazismo. Inició sus actividades el 1 de julio de 2000. Durante sus primeros 15 años de actividad, el IPN recopiló 90 km de archivos, publicó 1794 obras, desarrolló 30 portales web educativos y organizó 453 exposiciones y 817 conferencias. Sus investigadores entrevistaron a 103 000 testigos e interrogaron a 508 acusados de diversos delitos, lo que resultó en 137 sentencias condenatorias.
Una ley que entró en vigor el 15 de marzo de 2007 designó al IPN para llevar a cabo los procedimientos de lustración prescritos por la legislación polaca. Sin embargo, el 11 de mayo de 2007, el Tribunal Constitucional de Polonia declaró inconstitucionales algunos artículos clave de la ley, dejando dudas en el papel del IPN en el proceso de lustración. El IPN es miembro fundador de la Plataforma de la Memoria y de la Conciencia Europeas.

## Objetivos
Las principales áreas de actividad del IPN son la investigación y documentación de las pérdidas que sufrió Polonia durante la Segunda Guerra Mundial y durante el régimen comunista establecido después de la guerra. El IPN investiga crímenes cometidos contra ciudadanos polacos y de otras nacionalidades cometidos en el territorio polaco y no sujetos a prescripción, de acuerdo con la legislación polaca. Esto incluye:
1. delitos cometidos por los regímenes comunistas soviético y polaco en el país desde la invasión soviética de Polonia ocurrida el 17 de septiembre de 1939 y la caída del comunismo fechada el 31 de diciembre de 1989;[1]
2. deportaciones a la Unión Soviética de soldados polacos de la Armia Krajowa[1] y otras organizaciones de la resistencia polaca, así como de habitantes polacos de las tierras fronterizas del este,
3. pacificaciones de comunidades polacas entre los ríos Vístula y Bug Occidental entre 1944 y 1947 por parte del UB-NKVD,[1]
4. delitos cometidos por las fuerzas del orden de la República Popular de Polonia, en particular el Ministerio de Seguridad Pública y la Dirección General de Información del Ejército Polaco,[1]
5. crímenes bajo la clasificación de crímenes de guerra y crímenes contra la humanidad.[1]

## Organización

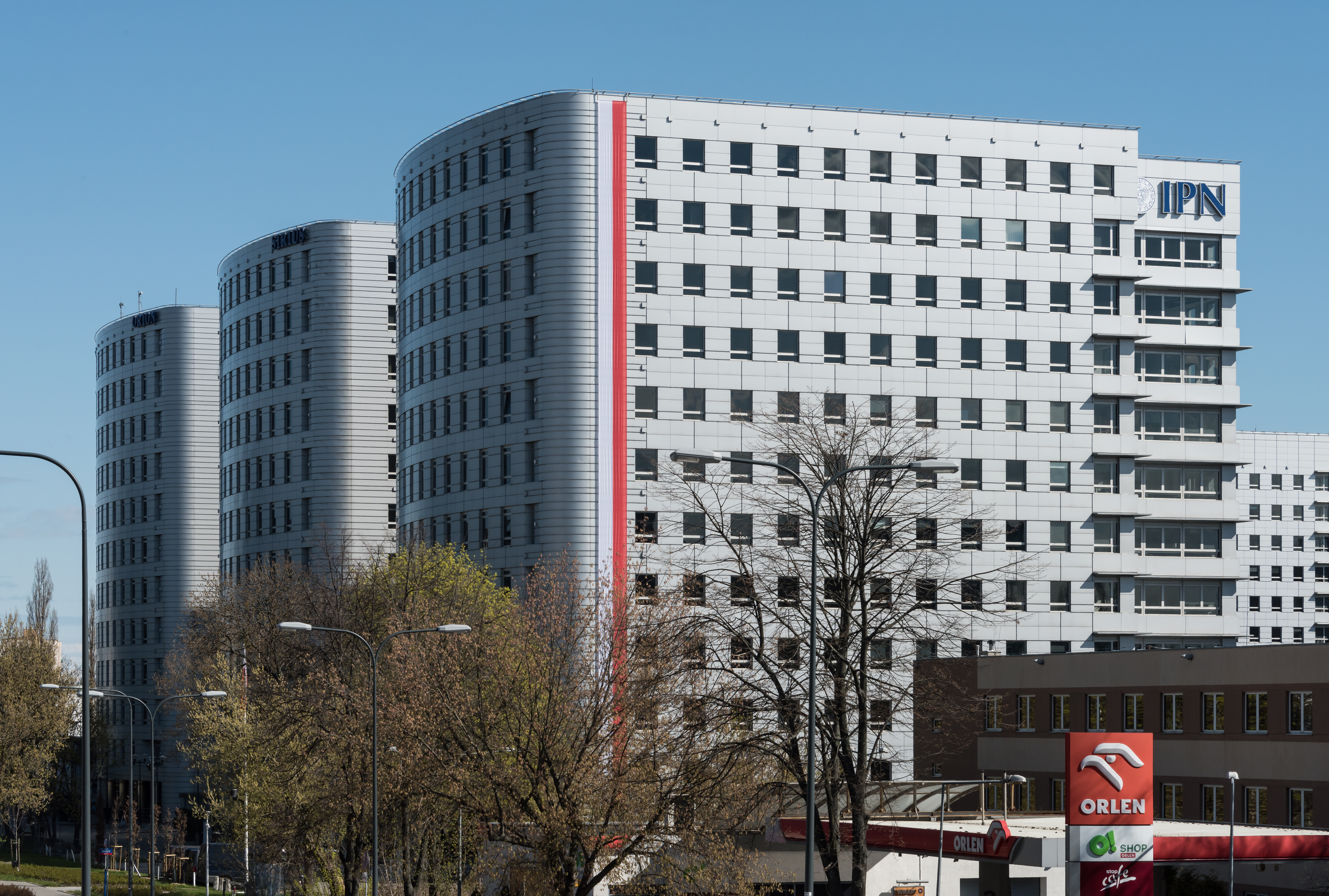
Sede del Instituto de la Memoria Nacional en Varsovia. 2019

El presidente del IPN es elegido por una supermayoría (60%) del Parlamento (Sejm) con la aprobación del Senado de Polonia a solicitud de un Colegio del IPN. El mandato del presidente es de cinco años. Se han sucedido como presidentes:
- Leon Kieres, elegido por el Sejm el 8 de junio de 2000 para un mandato de cinco años, del 30 de junio de 2000 al 29 de diciembre de 2005.
- Janusz Kurtyka, elegido el 9 de diciembre de 2005 para un mandato que empezó el 29 de diciembre del mismo año y terminó abruptamente con su fallecimiento en el accidente aéreo de Smolensk el 10 de abril de 2010.
- Franciszek Gryciuk, presidente en funciones entre 2010 y 2011.
- Łukasz Kamiński, elegido por el Sejm para un mandato del 28 de junio de 2011 al 22 de julio de 2016.
- Jarosław Szarek, a partir del 22 de julio de 2016 al 23 de julio de 2021
- Karol Nawrocki, a partir del 23 de julio de 2021

El IPN se divide en:
- Comisión Principal para el Enjuiciamiento de los Crímenes contra la Nación Polaca (Główna Komisja Ścigania Zbrodni przeciwko Narodowi Polskiemu);
- Oficina de Lustración (Biuro Lustracyjne);
- Archivo del IPN (Archiwum IPN);
- Oficina de Conmemoración de la Lucha y el Martirio (Biuro Upamiętniania Walk i Męczeństwa);
- Oficina de Búsqueda e Identificación (Biuro Poszukiwań i Identyfikacji);
- Oficina de Educación Nacional (Biuro Edukacji Narodowej);
- Oficina de Investigaciones Históricas (Biuro Badań Historycznych);
- así como capítulos locales.

## Crítica
EL IPN ha suscitado inquietudes por su supuesta politización, empezando por su mandato legal (ninguna otra institución similar de Europa tiene poder fiscal) y siguiendo con su elección del personal, que en ocasiones ha tendido a favorecer determinadas ideologías políticas.
En 2008, Adam Michnik acusó al IPN de participar en «actividades que destruyen esta memoria. La policía actual de la memoria recurre a los odiosos métodos de los servicios secretos comunistas y los dirigen a una víctima de este mismo servicio secreto. Esos policías atentan contra la verdad y los principios éticos fundamentales».